# Orden Nacional de Honor y Mérito
La Orden Nacional de Honor y Mérito (en francés: Ordre national d'honneur et de mérite) es la máxima condecoración de Haití.
La orden fue establecida el 28 de mayo de 1926. Se divide en seis grados: Gran Cruz, Placa de Oro; Gran Cruz, Placa de Plata; Gran Oficial; Comendador; Oficial y Caballero.
Se otorga principalmente por motivos protocolarios/diplomáticos, pero también por méritos sobresalientes en beneficio de Haití.
Físicamente, consiste en una cruz de malta que lleva en su centro el escudo nacional. En los grados Caballero y Oficial, la medalla pende de una cinta celeste de bordes rojos para prender en el pecho. En el grado Comendador la cinta se coloca en el cuello del galardonado. En los grados Gran Oficial y Gran Cruz se otorga como una placa con incrustaciones de diamantes y una banda. En el grado máximo, la placa que lleva la cruz de malta puede ser de plata o de oro, constituyendo esta última el máximo honor haitiano.